# Cocamidopropylbetaïne
Cocamidopropylbetaïne is een amfifiele oppervlakteactieve stof, met een quaternair ammoniumgedeelte in de molecuulstructuur. Ze wordt gebruikt in veel huidverzorgingsproducten als schuimvormend middel. Ze wordt gebruikt in shampoos, bad- en douchegels, handzepen, in hairconditioners en haarkleur- en bleekmiddelen als antistatische stof. Het wordt ook toegepast als verdikkingsmiddel (om de viscositeit te verhogen) en/of als antiseptisch middel, in producten zoals tandpasta, acnemiddelen en gezichtsreinigers of producten om make-up te verwijderen. De INCI-naam voor de stof is Cocamidopropyl Betaine. Chemisch gezien is het een betaïne.
Deze stof kan contactallergie veroorzaken, wat vooral van belang is voor mensen die beroepshalve met deze producten werken (bijvoorbeeld in kappers- en schoonheidssalons).
De allergische reactie zou echter ook kunnen veroorzaakt worden door onzuiverheden, met name amidoamine.